# 钽酸根离子
钽酸根离子是含钽的阴离子，含有这种阴离子的盐称作钽酸盐。一个在商业上重要的例子是氟钽酸根离子（TaF72-）及其钾盐（K2TaF7）。

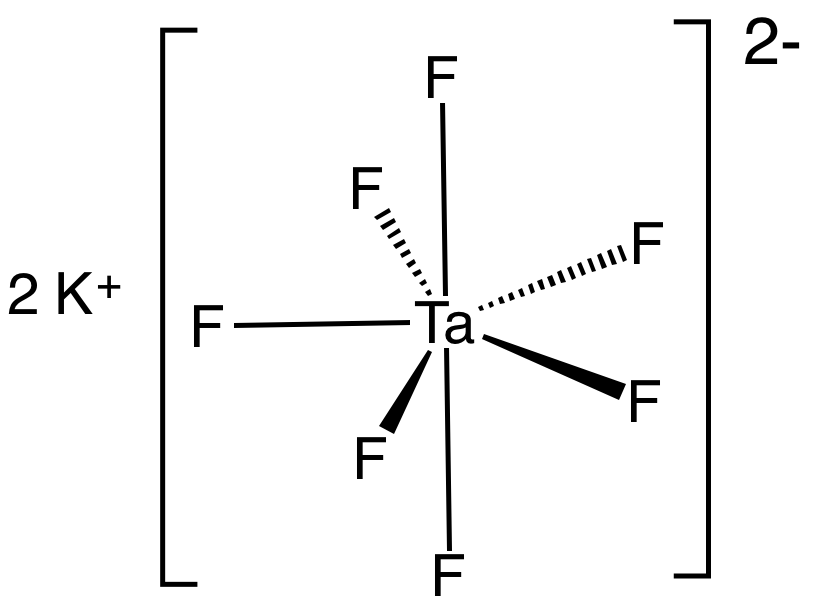
氟钽酸钾。

钽的许多氧化物都称作钽酸盐。它们被视为“钽酸”的衍生物，即一种假想化合物，分子式为Ta2O5·nH2O或HTaO3。例子包括钽酸锂（LiTaO3）、钽酸镥（LuTaO4）、钽酸钕（NdTaO4）和钽酸铅钪（PST或Pb(ScxTa1-x)O3）。